# 사계 시리즈
사계 시리즈는 2000년부터 2006년까지 한국방송공사(KBS)가 제작하고 윤석호가 감독한 대한민국의 드라마 시리즈 4편을 이르는 비공식 타이틀이다.

## 시리즈
- 가을동화
- 겨울연가
- 여름향기
- 봄의 왈츠

## 구조
각 파트는 한 해의 각 계절의 이름에서 기인한다. 시리즈 각 파트는 자체적인 줄거리와 등장인물, 배우를 갖추고 있다. 이 시리즈는 아시아에서 널리 시청되어 1990년대 말~2000년대 초부터 이 지역을 휘어잡은 한류를 지속시켰다.

## 같이 보기
- 대한민국의 텔레비전 프로그램 목록
- 대한민국의 텔레비전 드라마
- 대한민국의 문화
- 윤석호 (연출가)